# Старе Лубкі
Старе Лубкі (пол. Stare Łubki) — село в Польщі, у гміні Бульково Плоцького повіту Мазовецького воєводства.
Населення — 111 осіб (2011).
У 1975-1998 роках село належало до Плоцького воєводства.

## Демографія
Демографічна структура станом на 31 березня 2011 року:
|          | Загалом | Допрацездатний вік | Працездатний вік | Постпрацездатний вік |
| -------- | ------- | ------------------ | ---------------- | -------------------- |
| Чоловіки | 55      | 18                 | 31               | 6                    |
| Жінки    | 56      | 12                 | 30               | 14                   |
| Разом    | 111     | 30                 | 61               | 20                   |